# Gira Dynamo
La Gira Dynamo fue una gira musical realizada por la banda argentina Soda Stereo entre fines de 1992 y principios de 1993 para promocionar su álbum Dynamo, en la cual el grupo visitó México, Paraguay, Chile, Venezuela y su natal Argentina. Esta gira se caracterizó por una de las más cortas realizadas por el grupo, dando únicamente 31 presentaciones.  
En pleno desarrollo de la gira el trío se tomó un largo descanso, cancelando varias fechas, lo que hizo circular rumores de separación de la banda. Se había hablado de fechas en Estados Unidos, España y otros países para esta gira, pero diversos factores a partir de marzo de 1993 y todo 1994 (entre ellos el fallecimiento del hijo de Zeta Bosio en un accidente automovilístico y el embarazo de Cecilia Amenábar, la entonces esposa de Gustavo Cerati) generaron roces internos que obligaron al grupo a darse un descanso.[cita requerida] El grupo volvería a dar recitales a partir de septiembre de 1995, al iniciar la Gira Sueño Stereo.
Esta gira, entre otros, distingue las reversiones shoegaze de canciones clásicas del grupo, dándoles un sonido más estridente, distorsionado, fuerte y roquero (como las canciones del álbum que da nombre a la gira).

## Lista de temas de la gira
La siguiente lista representa la lista de canciones que la banda tocó en el Estadio Obras Sanitarias de Buenos Aires el 23 de diciembre de 1992 y no representa a todos los conciertos de la gira.
1. En Remolinos
2. Primavera 0
3. Secuencia Inicial
4. Juego de Seducción
5. Camaleón
6. Signos
7. Luna Roja
8. Toma la Ruta
9. (En) el Séptimo Día
10. Fue
11. En Camino
12. Nuestra Fe
13. Cuando Pase el Temblor
14. Ameba
15. Claroscuro
16. En la Ciudad de la Furia
17. Texturas

Bis
1. Hombre al Agua
2. De Música Ligera

## Fechas de la Gira
| Fecha                   | Ciudad              | País       | Lugar                                                       |
| Sudamérica              | Sudamérica          | Sudamérica | Sudamérica                                                  |
| ----------------------- | ------------------- | ---------- | ----------------------------------------------------------- |
| 15 de diciembre de 1992 | Concepción          | Chile      | Teatro Municipal de Concepción                              |
| 18 de diciembre de 1992 | Buenos Aires        | Argentina  | Estadio Obras Sanitarias                                    |
| 19 de diciembre de 1992 | Buenos Aires        | Argentina  | Estadio Obras Sanitarias                                    |
| 20 de diciembre de 1992 | Buenos Aires        | Argentina  | Estadio Obras Sanitarias                                    |
| 22 de diciembre de 1992 | Buenos Aires        | Argentina  | Estadio Obras Sanitarias                                    |
| 23 de diciembre de 1992 | Buenos Aires        | Argentina  | Estadio Obras Sanitarias                                    |
| 25 de diciembre de 1992 | Buenos Aires        | Argentina  | Estadio Obras Sanitarias                                    |
| 22 de enero de 1993     | Santiago            | Chile      | Velódromo del Estadio Nacional                              |
| 23 de enero de 1993     | Rancagua            | Chile      | Teatro Municipal de Rancagua                                |
| 25 de enero de 1993     | Viña del Mar        | Chile      | Sporting Club 27 de enero de 1993 Frutillar Teatro del lago |
| 28 de enero de 1993     | La Serena           | Chile      | Estadio La Portada                                          |
| 30 de enero de 1993     | San Bernardino      | Paraguay   | Anfiteatro José Asunción Flores                             |
| 1 de febrero de 1993    | Talcahuano          | Chile      | Estadio La Tortuga                                          |
| 5 de febrero de 1993    | Mar del Plata       | Argentina  | Superdomo                                                   |
| 6 de febrero de 1993    | Mar del Plata       | Argentina  | Superdomo                                                   |
| 12 de febrero de 1993   | Caracas             | Venezuela  | Poliedro de Caracas                                         |
| 13 de febrero de 1993   | Caracas             | Venezuela  | Poliedro de Caracas                                         |
| Norteamérica            |                     |            |                                                             |
| 20 de febrero de 1993   | Cancún              | México     | Discotheque Tequila Rock Toros                              |
| 25 de febrero de 1993   | Monterrey           | México     | Plaza Monumental Monterrey Lorenzo Garza                    |
| 5 de marzo de 1993      | Mexicali            | México     | Plaza de Toros Calafia                                      |
| 6 de marzo de 1993      | Tijuana             | México     | Salón Last Temptation                                       |
| 7 de marzo de 1993      | Ensenada            | México     | Deportivo Antonio Palacios                                  |
| 11 de marzo de 1993     | Puebla              | México     | Polideportivo de la Ciudad Universitaria de Puebla          |
| 13 de marzo de 1993     | Ciudad de México    | México     | Gimnasio Olímpico Juan de la Barrera                        |
| 14 de marzo de 1993     | Ciudad de México    | México     | Gimnasio Olímpico Juan de la Barrera                        |
| 18 de marzo de 1993     | Ciudad de México    | México     | Gimnasio Olímpico Juan de la Barrera                        |
| 20 de marzo de 1993     | Tampico             | México     | Discotheque Byblos                                          |
| 21 de marzo de 1993     | Ciudad de México    | México     | Universidad Intercontinental                                |
| 28 de marzo de 1993     | Ecatepec de Morelos | México     | Salón de eventos "El Ángel"                                 |

- Datos: Q5880232